# Перзико (Кремона)
Перзико је насеље у Италији у округу Кремона, региону Ломбардија.
Према процени из 2011. у насељу је живело 122 становника. Насеље се налази на надморској висини од 47 м.